# Крис Райън
Колин Армстронг (на английски: Colin Armstrong) е английски писател, британски телевизионен водещ, консултант по сигурността и военен деец (бивш сержант в специалната авиационна служба SAS).
Автор е на произведения в жанровете трилър, приключенски роман, детска литература и документалистика. Пише под псевдонима Крис Райън (Chris Ryan).

## Биография и творчество
Армстронг е роден през 1961 г. в село Роуландс Гил, близо до Нюкасъл, окръг Дърам, Англия. След завършване на училището Хукъргейт на 16-годишна възраст се записва в британската армия.
През 1984 г. постъпва в SAS на Кралския флот. По време на десетгодишната си служба в полка участва в множество тайни и явни военни операции, командир на отделение от снайперисти в отряд за борба с тероризма. Член е на злополучния осемчленен разузнавателен патрул „Bravo Two Zero“ на SAS в Ирак по време на войната в Персийския залив, от който 3 войници загиват, а 4-ма са пленени. Единствен успява да се спаси и да избяга от Ирак, преминавайки около 300 км (през Ирак до сирийската граница) и получава отравяне от вода, замърсена с ядрени отпадъци. През 1991 г. е награден с Военния медал за заслуги. След случая обучава бъдещи кадри на SAS. Участва в екипа на SAS, изпратен да защитава британското посолство в Киншаса и евакуиране на всички британски дипломатически служители преди Първата война в Конго, която операция продължава повече от месец. Освободен е с почести от SAS през 1994 г.
След демобилизацията си се премества със семейството си в САЩ и работи като консултант в областта на сигурността в разни части на света.
Първата му книга „The One That Got Away“ (Този, който се измъкна), в която описва мисията на „Bravo Two Zero“ в Ирак, е издаден през 1995 г. Книгата става бестселър и го прави известен. Първият му роман „Stand By, Stand By“ от поредицата „Джорди Шарп“ е издаден през 1996 г.
В допълнение към писателската си кариера участва в няколко телевизионни сериала и видео игри.
Колин Армстронг живее в Клиъруотър, щата Флорида, САЩ.

## Произведения

### Самостоятелни романи
- The Hit List (2000)
- The Watchman (2001)
- Land of Fire (2002)
- Blackout (2005)
- Ultimate Weapon (2006)
- Firefight (2008)
- Who Dares Wins (2009)
- The Kill Zone (2010)
- Killing for the Company (2011)
- Osama (2012)
Операция „Джеронимо“, изд. „Джей Ей Ем Джи Букс“ (2013), прев. Стоянка Сербезова
- Zero 22 (2020)

### Серия „Джорди Шарп“ (Geordie Sharp)
1. Stand By, Stand By (1996)
2. Zero Option (1997)
3. The Kremlin Device (1998)
Проектът „Кремъл“, изд.: ИК „Компас“, Варна (2001), прев. Димитър Добрев
4. Tenth Man Down (1999)

### Серия „Специални сили Алфа“ (Alpha Force)
1. Survival (2002)
2. Rat-Catcher (2002)
3. Desert Pursuit (2003)
4. Hostage (2003)
5. Red Centre (2004)
6. Hunted (2004)
7. Blood Money (2005)
8. Fault Line (2005)
9. Black Gold (2005)
10. Untouchable (2005)

### Серия „Мат Браунинг“ (Matt Browning)
1. Greed (2003)
2. The Increment (2004)

### Серия „Червен код“ (Code Red)
1. Flash Flood (2006)
2. Wildfire (2007)
3. Outbreak (2007)
4. Vortex (2008)
5. Twister (2008)
6. Battleground (2009)

### Серия „Агент 21“ (Agent 21)
1. Agent 21 (2010)
2. Reloaded (2012)
3. Codebreaker (2013)
4. Deadfall (2014)
5. Under Cover (2015)
6. Endgame (2016)

### Серия „Ектремно“ (Extreme)
1. Hard Target (2012)
2. Night Strike (2013)
3. Most Wanted (2014)
4. Silent Kill (2015)

### Серия „Дани Блек“ (Danny Black)
1. Masters of War (2013)
Господари на войната, изд. „Джей Ей Ем Джи Букс“ (2014), прев. Стоянка Сербезова
2. Hunter-Killer (2014)
Лов на убийци, изд. „Джей Ей Ем Джи Букс“ (2015), прев. Цветана Генчева, Анета Макариева-Лесева
3. Hellfire (2015)
4. Bad Soldier (2016)
5. Warlord (2017)
6. Head Hunters (2018)
7. Black Ops (2019)

### Серия „Кадети от специалните сили“ (Special Forces Cadets)
1. Siege (2018)
2. Missing (2019)
3. Justice (2019)
4. Ruthless (2020)
5. Hijack (2020)
6. Assassin (2021)

### Новели
- Medal of Honor (2012)

### Документалистика
- The One That Got Away (1995)
- Chris Ryan's SAS Fitness Book (2001)
- Chris Ryan's Ultimate Survival Guide (2003)
- Fight to Win (2009)
- Safe (2017)
- The History of the SAS (2019)

### Екранизации
- 1996 The One That Got Away
- 2002 Ultimate Force – тв сериал, 1 епизод
- 2011 – 2019 Strike Back – тв сериал, 50 епизода

## Филмография (като актьор)
- 2002 Fun at the Funeral Parlour – тв сериал, 1 епизод
- 2002 Ultimate Force – тв сериал, 3 епизода
- 2020 Strike Back – тв сериал, 1 епизод